# 张祺 (1910年)
张祺（1910年—1993年），浙江浦江人，中华人民共和国政治人物。
担任华东军政委员会委员，中共上海市委常委，上海市总工会主席。1954年，当选第一届全国人民代表大会代表。